# NIC-8
La NIC-8 es una autopista nacional catalogada como colectora secundaria ubicada en Nicaragua. La carretera inicia en el Norte en el centro de El Crucero en Managua hasta finalizar en las playas de Masachapa y Pochomil en el departamento de Managua